# Valdemaro di Prussia (1889)
Valdemaro di Prussia (Waldemar Wilhelm Ludwig Friedrich Viktor Heinrich; Kiel, 20 marzo 1889 – Tutzing, 2 maggio 1945) fu un membro della casa di Hohenzollern.

## Biografia
Valdemaro fu il figlio maggiore del principe Enrico di Prussia, e della moglie, la Principessa Irene d'Assia e del Reno. Dopo essersi diplomato al liceo, studiò giurisprudenza all'Università Kaiser Wilhelms di Strasburgo e all'Università Christian Albrechts di Kiel.
Dal 1912 al 1914 fu stagista ad Hannover e dal 10 settembre 1913 capitano del 1º reggimento di guardia. Fu anche tenente nella Kaiserliche Marine. Durante la prima guerra mondiale fu comandante della Imperial Motor Corps. Dopo la guerra divenne maggiore di cavalleria.
Dal 1919 al 1921 lavorò presso il governo dello Schleswig, poi per alcuni anni presso la Landscape Bank Schleswig-Holstein, in seguito Bank Companie Nord, a Kiel.

### Matrimonio
Sposò, il 14 agosto 1919 a Hemmelmark, la Principessa Callista di Lippe (14 ottobre 1895–15 dicembre 1982), figlia di Federico Guglielmo di Lippe. Non ebbero figli, e vissero in Baviera.

### Morte
Il Principe Valdemaro, come il cugino di primo grado, lo Zarevic Aleksej Nikolaevič di Russia, lo zio, il Principe Federico d'Assia e del Reno ed il fratello minore Enrico, soffrì di emofilia. Morì in una clinica a Tutzing, in Baviera, a causa della mancanza di attrezzature per effettuare trasfusioni di sangue. Lui e la moglie fuggirono da casa in vista dell'avanzata russa ed arrivarono a Tutzing, dove Valdemaro riuscì a ricevere la sua ultima trasfusione. L'esercito americano invase l'area il giorno seguente, il 1º maggio 1945, e confiscò tutte le risorse mediche per curare le vittime dei campi di concentramento, impedendo così al dottore tedesco di Valdemaro di salvarlo. Il Principe Valdemaro morì il giorno seguente.

## Ascendenza
|                                      |                        |                                            | Genitori                                             |  |  | Nonni |  |  | Bisnonni                |  |  | Trisnonni                         |  |
|                                      |                        |                                            |                                                      |  |  |       |  |  | Guglielmo I di Germania |  |  | Federico Guglielmo III di Prussia |  |
|                                      |                        |                                            |                                                      |  |  |       |  |  | Guglielmo I di Germania |  |  | Federico Guglielmo III di Prussia |  |
|                                      |                        | Luisa di Meclemburgo-Strelitz              |                                                      |  |  |       |  |  | Guglielmo I di Germania |  |  |                                   |  |
| Federico III di Germania             |                        |                                            |                                                      |  |  |       |  |  | Guglielmo I di Germania |  |  |                                   |  |
|                                      |                        | Augusta di Sassonia-Weimar-Eisenach        | Carlo Federico, Granduca di Sassonia-Weimar-Eisenach |  |  |       |  |  |                         |  |  |                                   |  |
|                                      |                        | Augusta di Sassonia-Weimar-Eisenach        | Carlo Federico, Granduca di Sassonia-Weimar-Eisenach |  |  |       |  |  |                         |  |  |                                   |  |
|                                      |                        | Augusta di Sassonia-Weimar-Eisenach        | Granduchessa Marija Pavlovna di Russia               |  |  |       |  |  |                         |  |  |                                   |  |
| Principe Enrico di Prussia           |                        | Augusta di Sassonia-Weimar-Eisenach        |                                                      |  |  |       |  |  |                         |  |  |                                   |  |
|                                      |                        | Principe Alberto di Sassonia-Coburgo-Gotha | Ernesto I, Duca di Sassonia-Coburgo-Gotha            |  |  |       |  |  |                         |  |  |                                   |  |
|                                      |                        | Principe Alberto di Sassonia-Coburgo-Gotha | Ernesto I, Duca di Sassonia-Coburgo-Gotha            |  |  |       |  |  |                         |  |  |                                   |  |
|                                      |                        | Principe Alberto di Sassonia-Coburgo-Gotha | Principessa Luisa di Sassonia-Gotha-Altenburg        |  |  |       |  |  |                         |  |  |                                   |  |
| Vittoria, principessa reale          |                        | Principe Alberto di Sassonia-Coburgo-Gotha |                                                      |  |  |       |  |  |                         |  |  |                                   |  |
|                                      |                        | Vittoria del Regno Unito                   | Principe Edoardo, Duca di Kent e Strathearn          |  |  |       |  |  |                         |  |  |                                   |  |
|                                      |                        | Vittoria del Regno Unito                   | Principe Edoardo, Duca di Kent e Strathearn          |  |  |       |  |  |                         |  |  |                                   |  |
|                                      |                        | Vittoria del Regno Unito                   | Principessa Vittoria di Sassonia-Coburgo-Saalfeld    |  |  |       |  |  |                         |  |  |                                   |  |
| Principe Valdemaro di Prussia        |                        | Vittoria del Regno Unito                   |                                                      |  |  |       |  |  |                         |  |  |                                   |  |
|                                      | Principe Carlo d'Assia | Luigi II, Granduca d'Assia                 |                                                      |  |  |       |  |  |                         |  |  |                                   |  |
|                                      | Principe Carlo d'Assia | Luigi II, Granduca d'Assia                 |                                                      |  |  |       |  |  |                         |  |  |                                   |  |
|                                      | Principe Carlo d'Assia | Principessa Guglielmina di Baden           |                                                      |  |  |       |  |  |                         |  |  |                                   |  |
| Luigi IV, Granduca d'Assia           | Principe Carlo d'Assia |                                            |                                                      |  |  |       |  |  |                         |  |  |                                   |  |
|                                      |                        | principessa Elisabetta di Prussia          | Principe Guglielmo di Prussia                        |  |  |       |  |  |                         |  |  |                                   |  |
|                                      |                        | principessa Elisabetta di Prussia          | Principe Guglielmo di Prussia                        |  |  |       |  |  |                         |  |  |                                   |  |
|                                      |                        | principessa Elisabetta di Prussia          | Langravia Maria Anna d'Assia-Homburg                 |  |  |       |  |  |                         |  |  |                                   |  |
| Principessa Irene d'Assia e del Reno |                        | principessa Elisabetta di Prussia          |                                                      |  |  |       |  |  |                         |  |  |                                   |  |
|                                      |                        | Principe Alberto di Sassonia-Coburgo-Gotha | Ernesto I, Duca di Sassonia-Coburgo-Gotha            |  |  |       |  |  |                         |  |  |                                   |  |
|                                      |                        | Principe Alberto di Sassonia-Coburgo-Gotha | Ernesto I, Duca di Sassonia-Coburgo-Gotha            |  |  |       |  |  |                         |  |  |                                   |  |
|                                      |                        | Principe Alberto di Sassonia-Coburgo-Gotha | Principessa Luisa di Sassonia-Gotha-Altenburg        |  |  |       |  |  |                         |  |  |                                   |  |
| Principessa Alice del Regno Unito    |                        | Principe Alberto di Sassonia-Coburgo-Gotha |                                                      |  |  |       |  |  |                         |  |  |                                   |  |
|                                      |                        | Vittoria del Regno Unito                   | Principe Edoardo, Duca di Kent e Strathearn          |  |  |       |  |  |                         |  |  |                                   |  |
|                                      |                        | Vittoria del Regno Unito                   | Principe Edoardo, Duca di Kent e Strathearn          |  |  |       |  |  |                         |  |  |                                   |  |
|                                      |                        | Vittoria del Regno Unito                   | Principessa Vittoria di Sassonia-Coburgo-Saalfeld    |  |  |       |  |  |                         |  |  |                                   |  |
|                                      |                        | Vittoria del Regno Unito                   |                                                      |  |  |       |  |  |                         |  |  |                                   |  |